# Сербская Воеводина
Сербская Воеводина (серб. Српско Војводство, Српска Војводовина) — название сербской автономии в рамках Австрийской империи, которая существовала с момента своего провозглашения на Майской скупщине 1848 года и до преобразования в Воеводство Сербия и Темешварский банат в 1849 году. Во время революции, начавшейся в 1848 году, венгерское население владений Габсбургов требовало себе автономию и особые национальные права, в то же время отказывая в этом другим народам, жившим по соседству или в рамках венгерских административных единиц.
С целью создания собственной автономии и для защиты национальной идентичности, сербы, проживавшие на территории современной Воеводины, на Майской скупщине провозгласили Сербскую Воеводину. Карловицкий митрополит Йосиф Раячич был провозглашен патриархом и избран председателем правительства, а полковник Стеван Шупликац стал воеводой. Австрийские власти спустя некоторое время официально признали решения Майской скупщины.
Центром Сербской Воеводины сначала были Сремски-Карловци, затем столицами были Велики-Бечкерек (сегодня — Зренянин), Земун и Тимишоара.